# Caloplaca wasseri
Caloplaca wasseri är en lavart som beskrevs av Khodosovtsev & S. Kondr. Caloplaca wasseri ingår i släktet orangelavar och familjen Teloschistaceae.   Inga underarter finns listade i Catalogue of Life.